# هانوخ يلون
هانوخ يلون ( (بالعبرية: חנוך ילון‏) (من مواليد 1886 - توفي في 18 يناير 1970) كان لغويًا إسرائيليًا وباحثًا تلموديًا رائدًا.
في عام 1962 حصل يلون على جائزة إسرائيل للدراسات اليهودية . 

## سيرة شخصية
ولد ييلون عام 1886 في قرية صغيرة في غاليسيا ، التي كانت حينها جزءا من الإمبراطورية النمساوية المجرية (لاحقًا أصبحت جزءاً من بولندا والآن في أوكرانيا).
بعد نهاية الحرب العالمية الأولى انتقل إلى ميدنة فيينا في النمسا. وفي عام 1921 هاجر إلى فلسطين تحت الانتداب البريطاني وعاش في مدينة القدس .

## الجوائز
- في عام 1962 حصل ييلون على جائزة إسرائيل للدراسات اليهودية . [3]